# Pouzolzia nudiflora
Pouzolzia nudiflora är en nässelväxtart som först beskrevs av Carl Ludwig von Willdenow, och fick sitt nu gällande namn av I. Friis och C.M. Wilmot-dear. Pouzolzia nudiflora ingår i släktet Pouzolzia och familjen nässelväxter. Inga underarter finns listade i Catalogue of Life.